# دوعاملی
در شیمی آلی اتم یا مجموعه‌ای از اتم‌ها که با آرایش یکسان در مولکول‌های مختلف تکرار می‌شوند گروه عاملی نام دارند. مانند -COOH (کربوکسیلیک اسید), -CHO (آلدهید), -CONH2 (آمید), -CN (نیتریل), -OH (الکل) و غیره. حال اگر یک موللکول آلی به‌طور همزمان دارای دو گروه عاملی مختلف باشد، مولکول را مولکول دو عاملی(به انگلیسی: Bifunctional) گویند.